# 陇西小檗
陇西小檗（学名：Berberis farreri）为小檗科小檗属下的一个种。

## 扩展阅读
- 維基物種上的相關：陇西小檗